# サホブ・ジュラエフ
サホブ・ジュラエフ (英語: Sakhob Juraev、ウズベク語: Саҳоб Жўраев、1987年1月19日- ) はウズベキスタン・ジザフ出身のプロサッカー選手である。ポジションは左サイドバック。

## ウズベキスタン代表
ジュラエフは2009年2月11日のバーレーン代表戦で代表デビューを果たした。以後、代表戦には17試合に出場している。2011年、ジュラエフはAFCアジアカップ2011のメンバーに選出された。